# روخنوارت
روخنوارت (به آلمانی: Rauchenwarth) یک منطقهٔ مسکونی در اتریش است که در ناحیه وین-اومگه‌بونگ واقع شده‌است. روخنوارت ۱۳٫۴ کیلومتر مربع مساحت دارد ۲۰۶ متر بالاتر از سطح دریا واقع شده‌است.